# Demise (album)
Demise – drugi album studyjny amerykańskiej grupy muzycznej Nachtmystium. Wydawnictwo ukazało się w lutym 2004 roku nakładem wytwórni muzycznych Battle Kommand Records i Autopsy Kitchen Records.

## Lista utworów
Opracowano na podstawie materiału źródłowego.
1. "Intro" (Luedke) - 1:34
2. "Solitary Voyage" (Azentrius, Aamonael) - 7:01
3. "Scorpio Incarnate" (Azentrius, Aamonael) - 5:00
4. "Ashes to Ashes" (Azentrius, Aamonael) - 6:06
5. "The Glorious Moment" (Azentrius, Aamonael) - 5:11
6. "Rise and Fall" (Azentrius, Aamonael) - 9:49
7. "Transmission Postmortem (Outro)" (A.R., Azentrius, S.M.J.) - 8:23

## Twórcy
Opracowano na podstawie materiału źródłowego.
- Azentrius - oprawa graficzna, wokal prowadzący, gitara rytmiczna, gitara prowadząca, miksowanie, aranżacje, muzyka
- Chris Black - gitara basowa (utwory 2, 3, 6), miksowanie, inżynieria dźwięku
- Gazulmaug - gitara basowa (utwory 3, 4)
- Wargoat Obscurum - perkusja
- Aamonael - aranżacje, muzyka
- Shaun Mackey - mastering
- Volkh  - okładka

## Wydania
| Rok  | Nr katalogowy     | Format                      | Wytwórnia                                       | Region            | Źródło |
| ---- | ----------------- | --------------------------- | ----------------------------------------------- | ----------------- | ------ |
| 2004 | AKR003            | CD, Album, Dig              | Autopsy Kitchen Records                         | Stany Zjednoczone | [ 3 ]  |
| 2004 | BKR002, AKR003-02 | CD, Album, RP               | Battle Kommand Records, Autopsy Kitchen Records | Stany Zjednoczone | [ 3 ]  |
| 2004 | 5989-MOR12855-1   | LP, Album, Ltd              | Asgard Musik                                    | Australia         | [ 3 ]  |
| 2008 | CANDLE198CD       | CD, Album, RE               | Candlelight Records                             | Wielka Brytania   | [ 3 ]  |
| 2008 | KR-20             | LP, Album, Ltd, RE, RM      | Kreation Records                                | Stany Zjednoczone | [ 3 ]  |
| 2008 | KR-20             | LP, Album, Ltd, RE, RM, Pur | Kreation Records                                | Stany Zjednoczone | [ 3 ]  |
| 2008 | KR-20             | LP, Album, Ltd, RE, RM, Pur | Kreation Records                                | Stany Zjednoczone | [ 3 ]  |
| 2009 | PM005             | CD, Album, RE, RM           | Planet Metal                                    | Stany Zjednoczone | [ 3 ]  |